# Hove Sogn
Hove Sogn er et sogn i Lemvig Provsti (Viborg Stift).
I 1800-tallet var Hove Sogn anneks til Hygum Sogn. Begge sogne hørte til Vandfuld Herred i Ringkøbing Amt. Hygum-Hove sognekommune var i 1962 med til at danne Klinkby Kommune, som ved kommunalreformen i 1970 blev indlemmet i Lemvig Kommune.
I Hove Sogn ligger Hove Kirke.
I sognet findes følgende autoriserede stednavne:
- Hovdam (bebyggelse)
- Hove Kirkeby (bebyggelse)
- Hovmade (bebyggelse)
- Hovvinkel (bebyggelse)
- Højland (bebyggelse)
- Klinkby (bebyggelse)
- Klinkby Stationsby (bebyggelse)
- Knagis (bebyggelse)
- Knorborg (bebyggelse)
- Refskov (bebyggelse)
- Smedsbol (bebyggelse)
- Snabe (bebyggelse)
- Toelbjerg (bebyggelse)